# Bemahatazana (Miandrivazo)
Pour les articles homonymes, voir Bemahatazana.
Bemahatazana est une commune urbaine malgache située dans la partie nord-est de la région du Menabe.